# سيمون تشايلد
سيمون تشايلد (بالإنجليزية: Simon Child) هو لاعب هوكي الحقل نيوزيلندي، ولد في 16 أبريل 1988 في أوكلاند في نيوزيلندا.

## وصلات خارجية
- سيمون تشايلد على موقع الاتحاد الدولي للهوكي (الإنجليزية)
- سيمون تشايلد على موقع الاتحاد النيوزيلندي للهوكي (الإنجليزية)
- سيمون تشايلد على موقع اللجنة الأولمبية الدولية (الإنجليزية)
- سيمون تشايلد على موقع أوليمبيديا (الإنجليزية)
- سيمون تشايلد على موقع اللجنة الأولمبية النيوزيلندية (الإنجليزية)
- سيمون تشايلد على موقع اتحاد ألعاب الكومنولث (مؤرشف) (الإنجليزية)